# Ari Up
Ari Up, pseudonimo di Ariane Daniela Forster (Monaco di Baviera, 17 gennaio 1962 – Los Angeles, 20 ottobre 2010), è stata una cantante tedesca naturalizzata statunitense, nota per aver fatto parte del gruppo punk rock inglese The Slits.

## Biografia
La madre, Nora, faceva parte dell'industria musicale e si sposò con John Lydon, cantante dei Sex Pistols. Nora ospitava musicisti poveri nella loro casa: la presenza costante della musica punk spinse Ari a volervi sperimentare, e imparò a suonare la chitarra da Joe Strummer dei Clash.
Nel 1976, a soli 14 anni, forma la band The Slits con la batterista Palmolive. Più tardi la chitarrista Viv Albertine si unì al gruppo e fu fortemente impressionata dalla giovane vocalist. Verso la fine degli anni settanta, le Slits divennero il gruppo spalla dei Clash. È ricordata come il membro più fiammeggiante del gruppo, grazie ai suoi capelli e al suo look stravaganti.
Quando le Slits si sciolsero nel 1981, Ari si trasferì con il marito e i due figli gemelli nelle giungle dell'Indonesia e del Belize, dove la famiglia visse presso gli indigeni del luogo. In seguito, si trasferirono in Giamaica. La Up continuò a fare musica, prima con i New Age Steppers, poi da solista, usando gli pseudonimi di Baby Ari, Madussa e Ari Up. Nel 2000 John Lydon e Nora, la madre di Ari, divennero i tutori dei due figli adolescenti della cantante.
Nel 2008 le fu diagnosticato un tumore al seno; la cantante rifiutò tuttavia di sottoporsi alla chemioterapia. Si spense nel 2010, all'età di 48 anni, a Los Angeles. La sua morte fu annunciata nel sito del patrigno; quest'ultimo e la moglie divennero tutori anche del terzo figlio di Ari.